# Cacharel
Cacharel — французский дом моды. Специализируется на производстве одежды прет-а-порте, обуви, аксессуаров и парфюмерии.

## История
Бренд Cacharel был создан в 1962 году уроженцем Нима Жаном Буске. Название бренда произошло от местного камаргского названия птицы из семейства утиных, чирок-трескунок (cacharel, фр. sarcelle d'été).
Отец Жана работал продавцом швейных машин, так что он с детства был знаком с пошивом одежды. Буске учился на портного в техническом колледже и в течение двух лет работал дизайнером, прежде чем вернуться в Париж, чтобы основать свой собственный модный дом в Ле-Марэ. Успех его первой коллекции вдохновил его на создание собственного бренда.
Дизайну Cacharel характерны молодежный стиль, женственность, легкость, утонченность и использование ярких цветов. Презентация первой коллекции блузок в Париже привлекла внимание своей жизнерадостностью и современным видением женщин. Появление льняной блузы Cacharel на обложке журнала ELLE в 1963 году вывело бренд на международную арену.

## Парфюмерия
В 1975 году Буске заключил контракт с L’Oréal на создание парфюма для своего бренда. Аромат Anaïs Anaïs был выпущен в 1978 году. За ним последовали ароматы Cacharel pour l'Homme, Loulou, Eden, Loulou Blue, Eau d'Eden, Noa, Nemo, Gloria, Amor Amor, Amor Amor Eau Fraiche, Noa Fleur, Noa Perle, Promesse и Amor pour homme. Аромат Liberté — апельсиновый шипр с верхними цитрусовыми нотами и сердечными древесными нотами и базовыми нотами пачули, вдохновленный традиционным французским тортом под названием Chamonix. Всего выпущено 30 ароматов от Cacharel, многие из которых получили престижные награды, такие как The Fragrance Foundation Awards. 
«Лицом» аромата Anaïs Anaïs была модель Кейт Мосс, аромата Promesse — Летиция Каста, аромата Liberté — Жизель Бюндхен. 

## Женские ароматы
Ассортимент женской парфюмерии Cacharel состоит из 22 наименований. Наиболее популярные из них:
- Amor Amor
- Anais Anais
- Scarlett
- Liberte
- Eden
- Noa

## Мужские ароматы
Ассортимент мужской парфюмерии Cacharel состоит из 8 наименований. Наиболее популярные из них:
- Cacharel pour L'Homme
- Amor Pour Homme
- Amor pour Homme Sunshine